# 普茨克縣

54°42′N 18°24′E / 54.700°N 18.400°E
普茨克縣（波蘭語：Powiat pucki），是波蘭的縣份，位於該國北部，由濱海省負責管轄，首府設於普茨克，面積578平方公里，2006年人口74,196，人口密度每平方公里130人。